# The Beach Boys Today!
The Beach Boys Today! je osmé studiové album americké hudební skupiny The Beach Boys. Vydáno bylo dne 8. března 1965 společností Capitol Records a produkoval jej Brian Wilson, jeden z členů kapely. Kapela v textech na albu opustila svá dosavadní typická témata, jako surfování, automobily a láska. Rovněž bylo mnohem více orchestrální. Umístilo se na čtvrté příčce hitparády Billboard 200.

## Seznam skladeb
1. Do You Wanna Dance? – 2:19
2. Good to My Baby – 2:16
3. Don't Hurt My Little Sister – 2:07
4. When I Grow Up (To Be a Man) – 2:01
5. Help Me, Ronda – 3:08
6. Dance, Dance, Dance – 1:59
7. Please Let Me Wonder – 2:45
8. I'm So Young – 2:30
9. Kiss Me, Baby – 2:35
10. She Knows Me Too Well – 2:27
11. In the Back of My Mind – 2:07
12. Bull Session with the 'Big Daddy' – 2:10

## Obsazení
The Beach Boys
- Al Jardine – zpěv, doprovodné vokály, kytara, baskytara, tleskání
- Mike Love – zpěv, doprovodné vokály, tleskání
- Brian Wilson – zpěv, doprovodné vokály, baskytara, klavír, cembalo, Hammondovy varhany, tleskání
- Carl Wilson – zpěv, doprovodné vokály, kytara, baskytara, tleskání
- Dennis Wilson – zpěv, doprovodné vokály, bicí, tamburína, tleskání

Ostatní hudebníci
- Hal Blaine – bicí, rolničky, triangl, tamburína, kastaněty, další perkuse
- Glen Campbell – kytara
- Peter Christ – anglický roh
- Steve Douglas – tenorsaxofon
- David Duke – lesní roh
- John Gray – klavír
- Carl Fortina – akordeon
- Plas Johnson – tenorsaxofon
- Carol Kaye – baskytara
- Barney Kessel – kytara
- Larry Knechtel – baskytara
- Carrol Lewis – harmonika
- „Louie“ – kastaněty
- Jack Nimitz – saxofon
- Jay Migliori – barytonsaxofon
- Earl Palmer – bicí, timbales
- Don Randi – klavír, varhany
- Bill Pitman – kytara
- Ray Pohlman – baskytara
- Billy Lee Riley – harmonika
- Leon Russell – klavír, varhany
- Billy Strange – kytara, elektrická mandolína
- Ron Swallow – tamburína
- Tommy Tedesco – autoharfa, kytara, mandolína
- Russ Titelman – perkuse
- Julius Wechter – vibrafon, tympány, tamburína, konga, další perkuse
- Jerry Williams – vibrafon, tympány
- Marilyn Wilson – doprovodné vokály
- neznámé osoby – hoboj, violoncello, housle, viola, anglický roh